# Polyrhachis hastata
Polyrhachis hastata é uma espécie de formiga do gênero Polyrhachis, pertencente à subfamília Formicinae.